# Phylloscartes ventralis
A Phylloscartes ventralis a madarak (Aves) osztályának verébalakúak (Passeriformes) rendjébe és a királygébicsfélék (Tyrannidae) családjába tartozó faj.

## Rendszerezése
A fajt Coenraad Jacob Temminck holland arisztokrata és zoológus írta le 1824-ben, a Muscicapa nembe Muscicapa ventralis néven.

## Alfajai
- Phylloscartes ventralis angustirostris (Orbigny & Lafresnaye, 1837)
- Phylloscartes ventralis tucumanus Zimmer, 1940
- Phylloscartes ventralis ventralis (Temminck, 1824)[2]

## Előfordulása
Két különálló populációban fordul elő, az egyik Argentína, Brazília, Paraguay és Uruguay, a másik Argentína, Bolívia és Peru területén. 
Természetes élőhelyei a mérsékelt övi erdők, szubtrópusi vagy trópusi síkvidéki és hegyi esőerdők.  Állandó, nem vonuló faj.

## Megjelenése
Testhossza 12 centiméter.

## Természetvédelmi helyzete
Az elterjedési területe rendkívül nagy, egyedszáma ugyan csökken, de még nem éri el a kritikus szintet. A Természetvédelmi Világszövetség Vörös listáján nem fenyegetett fajként szerepel.